# Ulrich Iserlohe
Ulrich Iserlohe (* 17. Juli 1946 in Hamm; † 31. Oktober 2024) war ein deutscher Politiker (SPD).
Nach dem Besuch der Volksschule in Hamm von 1953 bis 1961 absolvierte Iserlohe eine dreieinhalbjährige Lehre zum Elektroinstallateur und arbeitete bis 1966 als Geselle in diesem Beruf. Bis Ende 1977 diente Iserlohe in der Bundesmarine als EDV-Wartungstechniker im Bereich EDV-Führungssysteme. Er wurde in Deutschland, Frankreich, den Niederlanden und Amerika dazu ausgebildet. Iserlohe war verheiratet und hatte zwei Kinder.
Für die SPD arbeitete er im Bezirk Weser-Ems als technischer Angestellter und trat 1968 in die Partei ein. Er war Mitglied des Niedersächsischen Landtages der 9. und 10. Wahlperiode vom 21. Juni 1978 bis zum 20. Juni 1986.

## Quelle
- Barbara Simon: Abgeordnete in Niedersachsen 1946–1994. Biographisches Handbuch. Hrsg. vom Präsidenten des Niedersächsischen Landtages. Niedersächsischer Landtag, Hannover 1996, S. 179.

| Personendaten    | Personendaten                  |
| ---------------- | ------------------------------ |
| NAME             | Iserlohe, Ulrich               |
| KURZBESCHREIBUNG | deutscher Politiker (SPD), MdL |
| GEBURTSDATUM     | 17. Juli 1946                  |
| GEBURTSORT       | Hamm                           |
| STERBEDATUM      | 31. Oktober 2024               |